# Ciupercenii Noi (gmina)
Ciupercenii Noi (Ciupercenii Noiⓘ) – gmina w Rumunii, w okręgu Dolj. Obejmuje miejscowości Ciupercenii Noi i Smârdan. W 2011 roku liczyła 5274 mieszkańców.